# 神道者
神道者（しんとうしゃ）とは、江戸時代に存在した神道の小祠・講の主宰者。
広義で言うところの神職には含まれるものの、神社などには属せず江戸などの都市部にある自宅などに神を祀った人々である。多くは吉田家や白川家の門人となり、両家も彼らを傘下に収める事で勢力拡大を図った。中には弟子を抱え、講を結成したり、人々に自宅の祠を参詣させる神道者もいた。
明治維新後の神道国教化の過程で国家や神社の統制下にはないこうした神道者の廃止も意図され、明治5年（1872年）には神道者を対象とした「神職の廃止」が命じられ、明治10年（1877年）には教部省によって小祠の廃止も命じられて、神道者は存立の根拠を喪失した。